# NUTS:EE

Kreise Estlands

Als NUTS:EE oder NUTS-Regionen in Estland bezeichnet man die territoriale Gliederung Estlands gemäß der europäischen Systematik der Gebietseinheiten für die Statistik (NUTS).

## Grundlagen
In Estland sind die drei NUTS- und die LAU-Ebene wie folgt belegt:
- NUTS-1: Eesti (Estland)
- NUTS-2: Eesti
- NUTS-3: 5 maakondade grupid (Gruppen von Maakonnad/Kreisen)[1]
- LAU: 79 vallad, linnad (Sg. vald, linn; Gemeinden und Städte)[1]

## Liste der NUTS-Regionen in Estland
| NUTS 1 | NUTS 1 | NUTS 2 | NUTS 2 | NUTS 3 | NUTS 3                       | der NUTS-3-Ebene zugeordnete Kreise         | der NUTS-3-Ebene zugeordnete Kreise |
| ------ | ------ | ------ | ------ | ------ | ---------------------------- | ------------------------------------------- | ----------------------------------- |
| EE0    | Eesti  | EE00   | Eesti  | EE001  | Põhja-Eesti (Nordestland)    | Harju                                       |                                     |
| EE0    | Eesti  | EE00   | Eesti  | EE004  | Lääne-Eesti (Westestland)    | Hiiu, Lääne, Pärnu, Saare                   |                                     |
| EE0    | Eesti  | EE00   | Eesti  | EE006  | Kesk-Eesti (Zentralestland)  | Järva, Lääne-Viru, Rapla                    |                                     |
| EE0    | Eesti  | EE00   | Eesti  | EE007  | Kirde-Eesti (Nordostestland) | Ida-Viru                                    |                                     |
| EE0    | Eesti  | EE00   | Eesti  | EE008  | Lõuna-Eesti (Südestland)     | Jõgeva, Põlva, Tartu, Valga, Viljandi, Võru |                                     |

## Nachweise
- NUTS - Systematik der Gebietseinheiten für die Statistik, Eurostat, epp.eurostat.ec.europa.eu (mit vollständiger Liste der Schlüssel und Namen der NUTS-Regionen Europas)

1. 1 2